# Schlacht von Dupplin Moor
Schlachten des Ersten Schottischen Unabhängigkeitskrieges

Berwick – Dunbar – Stirling Bridge – Falkirk – Roslin – Stirling Castle – Methven – Dalry – Glen Trool – Loudoun Hill – Inverurie – Brander – Perth – Bannockburn – Berwick – Berwick – Myton – Byland – Weardale
Schlachten des Zweiten Schottischen Unabhängigkeitskrieges

Kinghorn – Dupplin Moor – Annan – Berwick – Halidon Hill – Boroughmuir – Culblean – Neville’s Cross
Die Schlacht von Dupplin Moor wurde 1332 in Schottland zwischen den sogenannten „Enterbten“, einer von Edward Balliol geführten Gruppe von Engländern und exilierten Schotten, und Anhängern des schottischen Königs David II., Sohn von Robert the Bruce, ausgetragen. Es war die erste und zugleich eine der wichtigsten Schlachten des Zweiten Schottischen Unabhängigkeitskrieges.

## Hintergrund
Nach dem Tod von König Alexander III. 1286 war die schottische Thronfolge ungeklärt gewesen. Die schottischen Magnaten hatten schließlich den englischen König Eduard I. gebeten, unter den Thronanwärtern den rechtmäßigen neuen König auszuwählen. Der englische König hatte 1292 den Thron Edward Balliol zugesprochen, doch in der Folge beanspruchte er selbst die Oberherrschaft über Schottland. Über die Frage der Oberherrschaft kam es zum Krieg, in dem die Engländer 1296 die Schotten besiegten und Balliol als König absetzten. Als der englische König nun Schottland direkt seiner Herrschaft unterwerfen wollte, kam es zu einem jahrelangen Unabhängigkeitskrieg. 1306 erklärte sich Robert the Bruce, ein Enkel eines der anderen Thronanwärter von 1292, zum schottischen König. Der Kampf um die Unabhängigkeit dauerte aber mit Unterbrechungen noch bis 1328, ehe der englische König Eduard III. im Frieden von Edinburgh und Northampton die schottische Unabhängigkeit und Robert the Bruce als schottischen König anerkennen musste.
Durch den Frieden hatten zahlreiche englische Barone, denen die englischen Könige während des Krieges Ländereien in Schottland zugesprochen hatten, auf diese Besitzungen verzichten müssen. Dazu kamen schottische Adlige, die auf englischer Seite gekämpft und deshalb von ihren Landsleuten aus Schottland vertrieben worden waren. Diese Barone und Adligen wurden als Enterbte (englisch Disinherited) bezeichnet. Nachdem der junge Eduard III. im Oktober 1330 selbst die Regierung übernommen hatte, unterstützte er die Ansprüche der Enterbten auf Rückgabe ihrer schottischen Besitzungen oder auf Entschädigungen. Als die schottische Regierung auf diese Forderungen nicht einging, begannen die Enterbten unter Führung von Henry de Beaumont mit den Vorbereitungen für eine Invasion Schottlands. Die Voraussetzungen dafür waren günstig, weil König David II., der Sohn des 1329 gestorbenen Robert the Bruce, noch ein Kind war. Die Regentschaft übten schottische Adlige aus, die den Titel Guardian of Scotland führten. Beaumont gelang es nun, Edward Balliol, den im französischen Exil lebenden Sohn des 1296 gestürzten Königs Edward Balliol, für die Pläne der Enterbten zu gewinnen. Die Enterbten würden Balliol auf den schottischen Thron helfen, während Balliol ihnen als König ihre Ländereien zurückgeben würde. Der englische König wollte keinen offenen Krieg mit Schottland riskieren, doch er duldete die Aufstellung einer Armee durch die Enterbten.

## Die Landung der Enterbten in Schottland
Im Sommer 1332 waren alle Vorbereitungen für die Expedition abgeschlossen. Die Größe der Truppe, die Balliol und Beaumont zusammenstellten, kann nicht genau angegeben werden, sie scheint aber nicht ganz unerheblich gewesen zu sein. In den Bridlington-Chroniken wird von 500 Gewappneten und 1000 Soldaten gesprochen; Henry Knighton gibt 300 Gewappnete und 3000 Soldaten an, während die Lanercost-Chroniken von insgesamt etwa 1500 bis 2800 Mann berichtet. Der moderne Historiker Sumption spricht von einigen Hundert Männern, nach Ranald Nicholson war die Armee zwischen 1500 und 2000 Mann stark gewesen. Von diesen Soldaten waren etwa 500 Ritter und Men-at-arms, der Rest waren Fußsoldaten und Bogenschützen. Alle Chroniken stimmen darüber ein, dass der größte Anteil der Soldaten aus Langbogenschützen bestand. Da der englische König aber nicht wollte, dass die Invasion offen von England ausging, mussten die Enterbten eine Flotte aufstellen, um von Nordengland nach Schottland zu segeln. Mitte Juli 1332 war diese Flotte zusammengestellt. Als die Enterbten die Nachricht erhielten, dass der bisherige Guardian, der Earl of Moray, gestorben sei, brachen sie am 31. Juli mit ihrer Flotte nach Schottland auf, um das Machtvakuum nach dem Tod des Guardian auszunutzen. Am 6. August landeten sie am Nordufer des Firth of Forth, wo sie im Gefecht bei Kinghorn ein schottisches Aufgebot schlugen. Von Kinghorn aus marschierten sie nach Dunfermline Abbey, wo sie reiche Lebensmittelvorräte und ein umfangreiches Waffenlager mit zahlreichen Piken fanden. Anschließend zogen sie weiter Richtung Perth. Am 10. August lagerten sie bei Forteviot am Südufer des Earn River.

## Schottische Abwehrmaßnahmen
Den Schotten waren die Vorbereitungen der Enterbten für ihre Invasion nicht verborgen geblieben. Zur Abwehr der Enterbten hatten sie je eine Armee am Nordufer und eine am Südufer des Firth of Forth aufgestellt. Die nördliche Armee unter dem Kommando des neuen Guardian Domhnall, 8. Earl of Mar hatte sich bei Perth gesammelt und blockierte nun die Brücke bei Forteviot über den Earn. Die schottische Armee, die das Südufer des Firth of Forth verteidigen sollte, war unter dem Kommando des Earl of March nach Norden gezogen, als sie von der Landung der Enterbten bei Kinghorn erfahren hatte. Diese Armee war am 10. August nur noch etwa zwölf Kilometer von den Enterbten entfernt. Damit bestand für diese die Gefahr, von den beiden schottischen Armeen eingekreist zu werden. Nach den zeitgenössischen Chronisten soll allein die nördliche Armee zwischen 30.000 und 40.000 Mann stark gewesen sein. Diese Zahlen sind mit Sicherheit weit übertrieben, doch die Schotten waren den Enterbten sicherlich zahlenmäßig weit überlegen. Angesichts der schottischen Übermacht sank im Lager der Enterbten schnell die Moral. Nach dem Chronisten Thomas Grey waren viele der Enterbten so bestürzt von dieser Entwicklung, dass sie Henry Beaumont des Verrats bezichtigten. Beaumont, der der erfahrenste Soldat unter ihnen war, reagierte kühl und berechnend. Es war klar, dass die Enterbten nicht darauf warten durften, dass sich die beiden schottischen Armeen zusammenschlossen. Beaumont entschied, dass die Enterbten noch in der Nacht zum 11. August den Earn überschreiten und einen Überraschungsangriff auf die nördliche schottische Armee wagen sollten.

## Ablauf der Schlacht

### Angriff der Enterbten auf den schottischen Tross
Die Armee des Earl of Mar hatte vom höher gelegenen Nordufer des Earn offenbar bereits die zahlenmäßig geringe Stärke der Enterbten erkannt und verbrachte die Nacht feiernd in der Gewissheit, am nächsten Tag die Enterbten zu schlagen. Diese überquerten jedoch in der Nacht unter Führung von Sir Alexander Mowbray heimlich den Earn. Ein abtrünniger Schotte, möglicherweise Andrew Murray aus Tullibardine hatte ihnen eine weitere Furt gezeigt. Die Enterbten umgingen die schottischen Reiter und Men-at-arms, die die Brücke bewachten, erklommen das nördliche Ufer und überfielen das schottische Lager, wo sie aber nur den schlafenden Tross überraschen und in die Flucht schlagen konnten. Bei Tagesanbruch sammelten die Enterbten wieder ihre Truppen, die sich bei der Verfolgung der flüchtenden Schotten zerstreut hatten. Zunächst glaubten die Enterbten, dass sie die schottischen Fußsoldaten geschlagen hätten und dass die schottischen Reiter ebenfalls geflohen waren, doch dann berichteten Thomas Vescy und Ralph Stafford, die zur Erkundung aufgebrochen waren, vom Anmarsch eines großen schottischen Heeres.

### Schlachtaufstellung
Diese Armee war die nördliche schottische Armee, deren Soldaten in zwei Bataillone aufgeteilt waren. Das eine Bataillon wurde von Mar geführt, der Kommandant des zweiten Bataillons war Robert Bruce, Lord of Liddesdale, ein unehelicher Sohn des verstorbenen Königs und damit ein Halbbruder von David II. Die Armee hatte auf der Moorfläche nördlich des River Earn gelagert. Nachdem die Schotten von dem Überraschungsangriff auf ihren Tross erfahren hatten, hatten sie sich zur Schlacht gerüstet. Die Schotten marschierten unter zwölf Bannern, und zu ihren Anführern gehörten neben Mar und Bruce die Earls of Fife, Moray, Menteith und Atholl sowie Alexander Fraser, der Chamberlain of Scotland. Die schottische Armee bestand aber größtenteils aus einem ungeübten, schlecht ausgebildeten feudalen Aufgebot oder aus undisziplinierten Kriegern der nordschottischen Clans, während die Armee der Enterbten aus erfahrenen Soldaten bestand. Beaumont stellte seine Armee viertelkreisförmig in einer etwa zweihundert Meter langen Linie auf, wobei die Bogenschützen an den Flanken standen. Die Men-at-arms kämpften abgesessen im Zentrum, nur etwa vierzig deutsche Söldner waren beritten und deckten die Flanken.

### Ungestümer Angriff der Schotten
Während die Enterbten entschlossen den schottischen Angriff erwarteten, herrschte unter den Schotten Uneinigkeit und Misstrauen. Obwohl der Earl of Mar am Vortag in einem verbalen Schlagabtausch mit den Enterbten deren sichere Niederlage vorausgesagt hatte, beschuldigte Robert Bruce ihn unmittelbar vor der Schlacht, insgeheim mit den Enterbten verbündet zu sein, da er während des Unabhängigkeitskriegs viele Jahre lang in England gelebt hatte. Mar wies die Vorwürfe von Bruce zurück und erklärte, dass er selbst den ersten Angriff führen würde. Bruce bestand nun darauf, dass ihm diese Ehre zustand. Daraufhin griffen beide überstürzt zu Pferd die englischen Linien an, gefolgt von ihren Truppen, die vermutlich zu Fuß angriffen. Das Bataillon von Bruce, zu dem auch die Truppen der Earls of Moray und Menteith sowie von Alexander Fraser gehörten, erreichte zuerst die Linie der Enterbten. Der Streit zwischen den beiden Anführen hatte einen geordneten schottischen Angriff verhindert, so dass die Schotten nun ungestüm gegen die englische Linie anliefen. Da nur wenige Schotten Rüstungen trugen, erlitten sie dabei durch den Beschuss der englischen Bogenschützen hohe Verluste. Dennoch erreichte eine große Anzahl schottischer Krieger die englische Linie und drängte diese, unterstützt durch das abfallende Gelände, zunächst zurück. Die englische Linie hielt dem Ansturm aber stand. Durch die entschlossene Abwehr der Enterbten, die mit ihren Piken kämpften, und durch den andauernden Beschuss durch die Bogenschützen verlor der schottische Angriff an Schwung. Von dem Beschuss durch die Bogenschützen drängten die Schotten an den Flanken in das Zentrum, das bald in Unordnung geriet. Eine Flucht wurde unmöglich, da nun das Bataillon von Mar auf dem Schlachtfeld eintraf. Dieses drängte durch eine Geländeenge auf das erste schottische Bataillon, wobei die Soldaten des Bataillons von Mar offenbar keine Rücksicht auf die rivalisierenden Soldaten des Bataillons von Bruce nahmen. Unter den dicht gedrängt stehenden Schotten brach nun Panik aus. Unter dem andauernden Druck der Piken der Enterbten und dem Beschuss durch die Bogenschützen versuchten sie zu flüchten, doch inzwischen waren sie von Körpern von getöteten, gestürzten oder erstickten Schotten eingekeilt. Die hilflosen Schotten wurden massenweise von den Enterbten niedergemacht, bis ihre toten Körper eine Speerlänge hoch aufeinanderlagen.
Der Chronist John Capgrave beschrieb das Blutbad von Dupplin Moor mit folgenden Worten:

„In this battle [...] more were slain by the Scots themselves than by the English.  For rushing forward on each other, each crushed his neighbour, and for every one fallen there fell a second, and then a third fell, and those who were behind pressing forward and hastening to the fight, the whole army became a heap of the slain.“

„In dieser Schlacht [...] töteten sich mehr Schotten gegenseitig als durch die Engländer. Beim Vorstürmen stieß jeder an seinen Nachbarn, und für jeden, der fiel, fiel ein Zweiter und dann fiel ein Dritter, und die von hinten zum Kampf Heraneilenden stießen gegen die Vorderen, worauf die ganze Armee zu einem Haufen von Erschlagenen wurde.“

### Schottischer Rückzug und Flucht
Der Earl of Fife führte den Rückzug der verbliebenen Schotten, der rasch in einer heillosen Flucht endete. Unter der Führung von Beaumont und Balliol bestiegen die Men-at-arms der Enterbten nun ihre Pferde, verfolgten die Flüchtenden und fügten ihnen weitere Verluste zu. Der Earl of Fife geriet in Gefangenschaft. Die zurückgebliebenen englischen Fußsoldaten stachen mit Schwertern und Piken auf die Anhäufung schottischer Körper ein und töteten jeden, der sich noch regte.

### Verluste
Auf der Seite der Enterbten sollen nur die Ritter John Burden und Reginald Beche sowie 31 weitere Men-at-arms gefallen sein, während die Bogenschützen und einfachen Fußsoldaten überhaupt keine Verluste hatten. Auf schottischer Seite waren neben hunderten einfachen Soldaten die Earls of Mar, Moray und Menteith, Robert Bruce, Alexander Fraser, Nigel Bruce und zahlreiche weitere Barone und Ritter gestorben. Nach den Angaben der Chronisten sollen zwischen 2000 und 13.000 Schotten in der Schlacht gestorben sein.

## Folgen
Die Schlacht von Dupplin Moore war die schlimmste schottische Niederlage seit der Schlacht von Falkirk 34 Jahre zuvor. Zwar verfolgte die zweite schottische Armee unter dem Earl of March die Enterbten und belagerte sie in Perth, doch die Belagerung wurde schließlich abgebrochen. Daraufhin wurde Edward Balliol wenig später zum schottischen König gekrönt. Er konnte seine Herrschaft jedoch nicht festigen. Bereits im Dezember wurde er in Annan geschlagen, worauf er nach England flüchten musste.